# ديف مار
ديف مار (بالإنجليزية: Dave Marr)‏ هو لاعب غولف أمريكي، ولد في 27 ديسمبر 1933 في هيوستن في الولايات المتحدة، وتوفي في 5 أكتوبر 1997 بسبب سرطان المعدة.

## وصلات خارجية
- ديف مار على موقع رابطة لاعبي الغولف المحترفين (الإنجليزية)
- ديف مار على موقع إن إن دي بي (الإنجليزية)